# Frocking

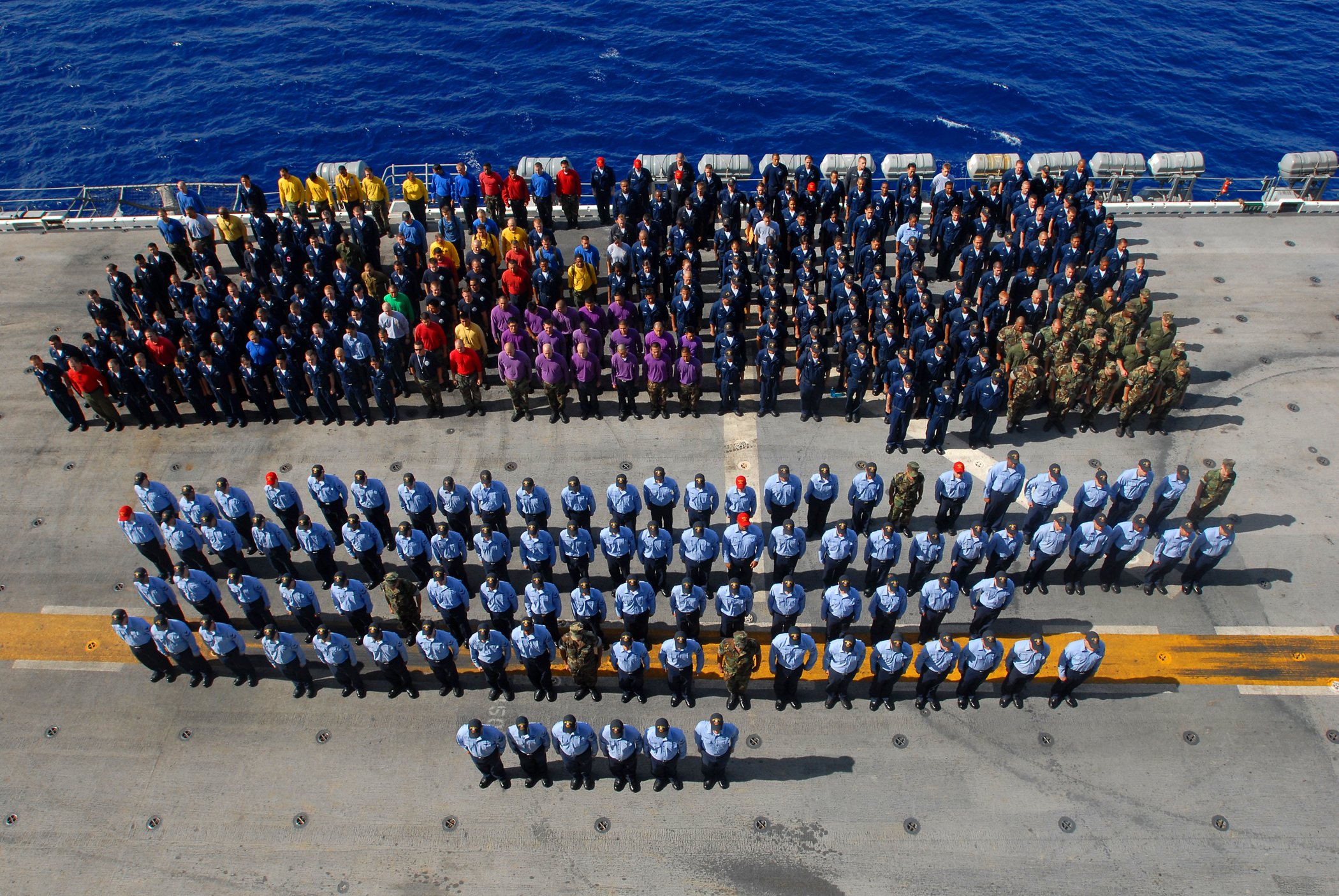
Frocking-Zeremonie an Bord der USS Peleliu (LHA-5)

Frocking ist ein Begriff des US-Militärs, mit dem ausgedrückt wird, dass ein Unteroffizier (Non-commissioned officer) oder Offizier (Commissioned officer) die Dienstgradabzeichen eines militärischen Ranges tragen darf, zu dem er noch nicht befördert wurde. Dies gilt jedoch nur für den speziellen Fall, dass er schon auf einer offiziellen Beförderungsliste steht, was meist dadurch zustande kommt, dass unter Umständen gesetzlich nur eine bestimmte Anzahl an Personen einen Dienstgrad tragen darf. Häufig müssten so Soldaten auf ihre Beförderung lange warten. In der Armee und der  Luftwaffe geschieht dies meistens nur in den höheren Offiziersgraden, bei der US Navy hingegen werden einmal im Jahr am 16. September alle zur Beförderung anstehenden Petty Officers zu Chief Petty Officer frocked.